# Маркос Хосевар
Маркос Хосевар (порт. Marcos Hocevar; нар. 25 вересня 1955) — колишній бразильський тенісист.
Найвищу одиночну позицію світового рейтингу — 30 місце досяг 20 червня 1983, парну — 86 місце — 14 жовтня 1985 року.
Здобув 1 парний титул.
Найвищим досягненням на турнірах Великого шолома було 3 коло в одиночному розряді.
Завершив кар'єру 1992 року.

## Фінали в одиночному розряді (2)
| Результат | Ранг | Дата | Турнір              | Покриття | Суперник у фіналі | Рахунок у фіналі |
| --------- | ---- | ---- | ------------------- | -------- | ----------------- | ---------------- |
| Поразка   | 1.   | 1982 | Кіцбюель, Австрія   | Ґрунт    | Гільєрмо Вілас    | 6–7(4–7), 1–6    |
| Поразка   | 2.   | 1982 | Сан-Паулу, Бразилія | Ґрунт    | Хосе Луїс Клерк   | 2–6, 7–6, 3–6    |

## Парний розряд титули (1)
| Результат | Ранг | Дата | Турнір                  | Покриття   | Партнер      | Суперники у фіналі            | Рахунок у фіналі |
| --------- | ---- | ---- | ----------------------- | ---------- | ------------ | ----------------------------- | ---------------- |
| Поразка   | 1.   | 1979 | Буенос-Айрес, Аргентина | Ґрунт      | Жоао Суарес  | Томаш Шмід Шервуд Стюарт      | 1–6, 5–7         |
| Перемога  | 1.   | 1981 | Буенос-Айрес, Аргентина | Ґрунт      | Жоао Суарес  | Альваро Фільйоль Хайме Фійоль | 7–6, 6–7, 6–4    |
| Поразка   | 2.   | 1983 | Відень, Відень          | Тверде (i) | Кассіу Мотта | Мел Перселл Стен Сміт         | 3–6, 4–6         |